# Pedro Avelino
Pedro Avelino là một đô thị thuộc bang Rio Grande do Norte, Brasil. Đô thị này có diện tích 952,688 km², dân số năm 2007 là 5463 người, mật độ 5,7 người/km².